# Заколдованный участок
«Заколдо́ванный уча́сток» (другое название «Участок-2») — российский художественный телесериал 2006 года. Продолжение телесериала «Участок» 2003 года. В сюжете больше нет участкового Павла Сергеевича Кравцова, вместо него приезжает экстрасенс Нестеров.

## Сюжет
В Анисовке народ выпивает, ленится и с печалью смотрит в будущее. Селу грозит если не снос, то блокада по причине строящегося моста. Начальники решают позвать экстрасенса. Экстрасенс начинает сеанс, все засыпают, он падает в обморок. Пробудившись, Анисовка становится не такой как раньше, но и с экстрасенсом что-то случилось.

### Список серий
- 1 серия. «Психоанализ в сельской местности»
- 2 серия. «Дача взятки как искусство»
- 3 серия. «Наведение тумана»
- 4 серия. «Клад Стеньки Разина»
- 5 серия. «Гонка на выживание»
- 6 серия. «Сватовство майора»
- 7 серия. «Закодированные»
- 8 серия. «Возвращение блудного мужа»
- 9 серия. «Факт жизни не доказан»
- 10 серия. «Последний сеанс»

## В ролях
- Леонид Ярмольник — Александр Юрьевич Нестеров, экстрасенс
- Владимир Меньшов — Лев Ильич Шаров, старший брат, гендиректор ОАО «Анисовка»
- Роман Мадянов — Андрей Ильич Шаров, младший брат, глава администрации села Анисовка
- Владимир Толоконников — Юлюкин, бухгалтер
- Инна Макарова — «Акупация»
- Павел Деревянко — Вадик, студент-криминалист
- Станислав Любшин — Борис Петрович «Ваучер»
- Михаил Жигалов — геодезист Гена
- Александр Адабашьян — геодезист Михалыч
- Юрий Кузнецов — Дуганов
- Александр Числов — Желтяков
- Ирина Розанова — Клавдия
- Александр Карпиловский — Коля Клюев
- Елена Панова — Даша Клюева
- Александр Карпов — Клюквин
- Евгения Добровольская — Любовь Кублакова
- Юлия Пересильд — Наташа Кублакова
- Мария Звонарёва — Шура Курина, продавщица
- Александр Воробьёв — Михаил Куропатов
- Татьяна Косач-Брындина — Куропатова
- Нина Русланова — Мария Антоновна Липкина
- Владимир Гостюхин — Константин Борисович Липкин
- Алексей Булдаков — Микишин
- Александр Феклистов — Мишаковы, братья
- Семён Морозов — Александр Семёнович Мурзин
- Анна Легчилова — Вера Мурзина
- Алексей Гуськов — Прохоров
- Андрей Краско — Юрий Савичев
- Надежда Маркина — Татьяна Савичева
- Тамара Сёмина — Зоя Павловна Синицына
- Анатолий Кузнецов — Стасов старший
- Анна Снаткина — Нина Стасова
- Александр Робак — Володя Стасов, ухажёр продавщицы Клавдии
- Александр Мохов — Василий Суриков
- Лариса Шахворостова (Тотунова) — Сурикова
- Игорь Бочкин — Евгений Сущёв
- Татьяна Догилева — Анна Сущёва
- Александр Семчев — капитан Терепаев
- Олег Видов — Фрезер
- Юлия Рутберг — Инна Шарова
- Дарья Калмыкова — Светлана
- Василий Бочкарёв — киномеханик
- Татьяна Кравченко — Ольга

## Съёмочная группа
- Режиссёр — Александр Баранов
- Оператор — Юрий Любшин

## Музыка
- Андрей Баранов
- Игорь Матвиенко
- Руслан Муратов

## Саундтрек
- Игорь Матвиенко — Тема титров
- Любэ — Берёзы

В фильме использована музыка Игоря Матвиенко и Руслана Муратова.

## Книга
- Слаповский А.. Участок. М: «ACT», «Апрель», 2010 г. 512 стр. ISBN 978-5-17-060739-6
- Слаповский А.. Заколдованный участок. М: «ACT», «Апрель», 2010 г. 416 стр. ISBN 978-5-17-060734-1